# 하워드 맥니어

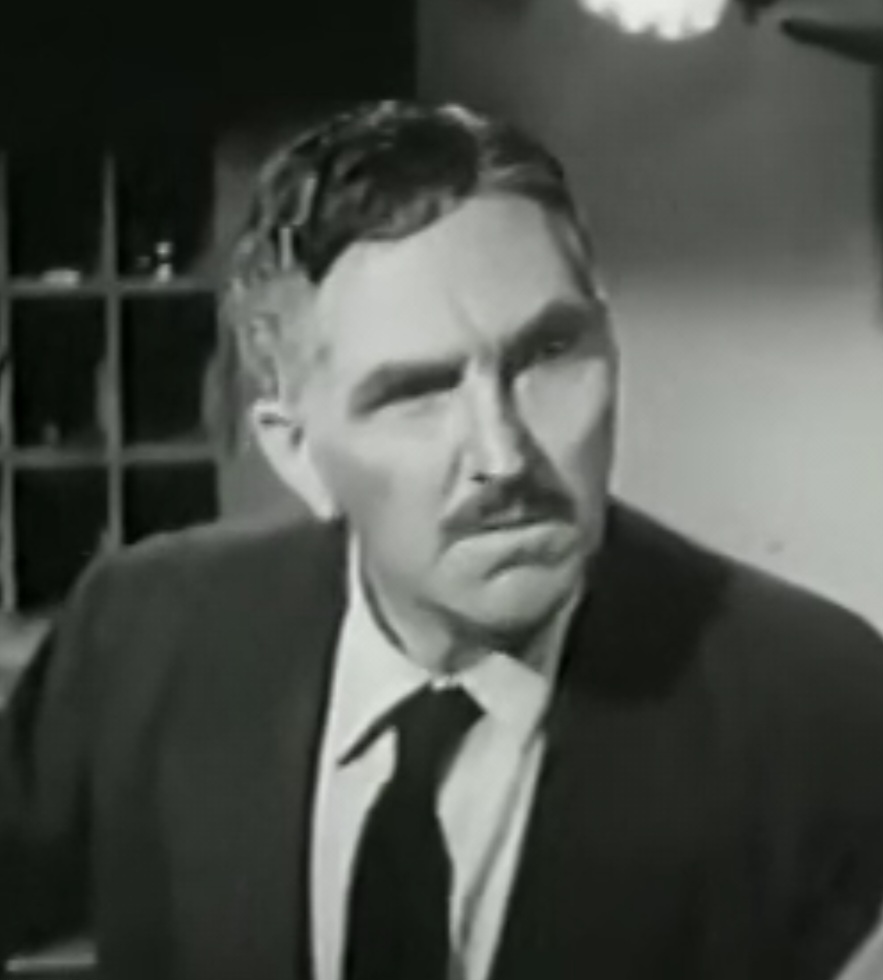

하워드 맥니어(Howard McNear, 1905년 1월 27일 ~ 1969년 1월 3일)는 미국의 배우, 텔레비전 배우, 연극 배우, 성우이다.
로스앤젤레스에서 태어났으며 샌퍼넌도에서 사망하였다. 사인은 뇌졸중이다.

## 영화
- 포춘 쿠키 (1966년)
- 마이 블러드 런스 콜드 (1965년)
- 키스 미 스투피드 (1964년)
- 휠러 딜러 (1963년)
- 당신에게 오늘 밤을 (1963년)
- 아카풀코의 추억 (1963년)
- 폴로우 댓 드림 (1962년)
- 해저 여행 (1961년)
- 심부름 소년 (1961년)
- 블루 하와이 (1961년)
- 고인돌 가족 플린스톤 (1960년)
- 굿 데이 포 어 행잉 (1959년)
- 살인의 해부 (1959년)
- 피터 건 (1958년)
- 도나 리드 쇼 (1958년)
- 사랑의 비약 (1958년)
- 번들 오브 조이 (1956년)
- 딜론 보안관 (1955년)
- OK 부부의 신혼 여행 (1954년)